# Les Grands Ducs
Les Grands Ducs is een Franse film van Patrice Leconte die werd uitgebracht in 1996. 

## Verhaal
Georges, Victor en Eddie zijn drie komieken op leeftijd en oude ratten in het acteervak. Ze zitten zonder werk en zijn berooid. 
Op een dag krijgen ze de kans, misschien wel de laatste, om een comeback te maken wanneer ze gevraagd worden voor kleine rollen in Scoubidou, een ondermaatse boulevardkomedie. Onvoorbereid maar enthousiast gooien ze zich op het stuk en ze gaan mee op tournee. Wat ze niet weten is dat Shapiron, de producent van het stuk, een oplichter is die bijna failliet is en die er alles aan doet om het stuk te kelderen ten einde de verzekeringspremie in handen te krijgen.  
De tournee lijkt aanvankelijk inderdaad een fiasco te worden maar de zin voor spektakel en improvisatie van Georges, Victor en Eddie die met veel zwier en flair acteren buigt de tournee om tot een heus succes. 

## Rolverdeling
| Acteur               | Personage                     |
| -------------------- | ----------------------------- |
| Jean-Pierre Marielle | Georges Cox                   |
| Philippe Noiret      | Victor Vialat                 |
| Jean Rochefort       | Eddie Carpentier              |
| Michel Blanc         | Shapiron                      |
| Catherine Jacob      | Carla Milo                    |
| Clotilde Courau      | Juliette                      |
| Pierre-Arnaud Juin   | Pat                           |
| Jacques Mathou       | Janvier, de regisseur         |
| Marie Pillet         | Clémence, de kleedster        |
| Jacques Nolot        | Francis Marceau, de beheerder |
| Jean-Marie Galey     | Markus                        |
| Olivier Pajot        | de regisseur van Scoubidou    |
| Nathalie Krebs       | Irène                         |